# Maison Perret (Le Grand-Quevilly)
La maison Perret appelée aussi Maison de contremaître de la société A. André Fils, est une maison du XXe siècle qui se dresse sur le territoire de la commune française de Le Grand-Quevilly, dans le département de la Seine-Maritime, en région Normandie.
La maison est inscrite aux monuments historiques depuis 1996.

## Localisation
La maison est située sur la commune de Le Grand-Quevilly, boulevard de Stalingrad, dans le département français de la Seine-Maritime. Le pavillon est situé sur le site de Vesta (unité de Valorisation Énergétique, Site de Tri de l'Arrondissement de Rouen). Il abrite aujourd'hui les archives de la collectivité et est utilisé comme local par l'Amicale du personnel et a également une fonction de salle de gestion de crise en cas de problème sur le site.

## Historique
La maison est datée de 1922 et est l’œuvre d'Auguste Perret et c'est « l'une [de ses] premières réalisations ». Perret réalise des habitations pour le directeur et les contremaîtres.
L'édifice, sans eau courante et d'« un confort assez modeste », était destiné à abriter les cadres de la société des Chantiers de Normandie.
Les maisons font l'objet de publications dans des revues d'architecture en 1925-1926.

## Description
L'édifice est construit en béton et l'architecte utilise le préfabriqué. Le soubassement est réalisé en silex et les murs internes en briques.
Les maisons des contremaîtres sont jumelées, possèdent un étage et un toit en terrasse.

## Protection aux monuments historiques
La maison est inscrite par arrêté du 30 septembre 1996 et rénovée deux ans plus tard par le SMEDAR (syndicat mixte d'élimination des déchets de l'arrondissement de Rouen).